# Мартинова бухта
Марти́нова бухта (крим. Martın körfezi) — бухта у Ленінському районі Севастополя, одна із бухт Севастополя.

## Назва
Свою назву бухта отримала від великої кількості мартинів, що можна було тут спостерігати. Ця назва використовується також у російській мові, оскільки згідно із словником Володимира Даля: «мартын — общее название водяных птиц; чайка».

## Географія
Мартинова бухта знаходиться за Олександрівським мисом на захід від Олександрівської бухти, перед південним загороджувальним молом на Південному боці міста Севастополя. До 1980-х років Мартинова бухта була самостійною, а після будівництва захисних молів Севастопольської бухти увійшла до складу її акваторії.

## Наслідки життєдіяльності людини
У Мартиновій бухті розташовано станція КНС-1 комунального підприємства «Севміськводоканал», яка починаючи з середини 1990-х років систематично скидає неочищені стічні води до моря (особливо у весняно-літній період). Незважаючи на численні скарги до міської адміністрації, а також СЕС, від співробітників Інституту біології південних морів, Севміськводоканал заперечує скидання забруднених вод. Тим не менше, наукові дослідження проведені інститутом, підтверджують загибель молюсків та риб, а також порушення їх ембріонального розвитку в умовах існування в водах бухти.